# Mi fai impazzire
Mi fai impazzire è un singolo del cantante italiano Blanco e del rapper italiano Sfera Ebbasta, pubblicato il 18 giugno 2021.

## Descrizione
Il brano è stato prodotto da Greg Willen e Michelangelo e si caratterizza per le sonorità pop sperimentali dove vengono unite influenze pop soul e pop punk, oltre ad incorporare distorsioni e riverberi vari. La critica specializzata ha anche evidenziato elementi synth pop, pur contraddistinto dalla presenza di chitarre distorte.

## Video musicale
Il video, diretto da Andrea Folino, è stato reso disponibile il 7 luglio 2021 sul canale YouTube di Blanco. È stato girato tra alcuni alcuni palazzi milanesi e Greenland, un parco divertimenti abbandonato situato a Limbiate.

## Tracce
Testi di Gionata Boschetti e Riccardo Fabbriconi, musiche di Gregory Taurone e Michele Zocca.
1. Mi fai impazzire – 3:40

## Classifiche

### Classifiche settimanali
| Classifica (2021) | Posizione massima |
| ----------------- | ----------------- |
| Italia            | 1                 |
| Svizzera          | 56                |

### Classifiche di fine anno
| Classifica (2021) | Posizione |
| ----------------- | --------- |
| Italia            | 2         |
| Classifica (2022) | Posizione |
| Italia            | 20        |

## Riconoscimenti
- SIAE Music Awards
  - 2023 – Canzone club[11]